# 卑路乍 (路易斯安那州)
卑路乍（英語：Belcher），是美国路易斯安那州卡多郡下属的一座村。根据2010年美国人口普查，该村有人口263人，面積1.56平方英里（4.04平方）。